# Миле Топуз
Миле Топуз (Кочани, 1932) један је од најплоднијих стрипских стваралаца и илустратора из Републике Македоније.
Завршио је школу за примењене уметности у Љубљани. Од 1956. сарађује са листом Нова Македонија, и заједно са Младеном Тунићем постаје један од главних илустратора дечјих часописа у НР Македонији. Убрзо почиње сарадњу и са издањем Титов пионер, где су му и први стрипски покушаји.
Прво Топузово озбиљније објављено стрипско дело је биографија "Цар Самуило", по сценарију Драгана Ташковског, објављена 1962. године у листу Трудбеник.
У југословенској стрипској едицији "Никад робом" издавача „Дечје новине“ из Горњег Милановца (Србија), Топуз је 1967-1968. објавио неколико стрипова на тему историје Македоније и њених народа, чији су јунаци Хацон, краљ Пребонд, цар Самуило, Климент Охридски, Гаврило Радомир, Ђорђе Војтех, Карпош и Кочо Рацин. Осим стрипова, Миле Топуз се бави и илустрацијом књига и сликањем.
Радио је и за часописе Наш свет, Мак стрип, Стрип арт и друге. Значајан је илустратор разних дечјих и других издања, а бави се илустровањем и сликарством и у пензионерским данима.
За своју дугогодишњу делатност у области стрипа, Топуз је добитник признања за развој и афирмацију македонског стрипа "Љупчо Филипов" које додељује Стрип центар Македоније, са седиштем у Велесу.